# Brunstreckat näbbfly
Brunstreckat näbbfly (Hypena proboscidalis) är en fjärilsart som beskrevs av Linnaeus. Brunstreckat näbbfly ingår i släktet Hypena, och familjen nattflyn.
Vingspannet är 31-39 millimeter. Den förekommer i trädgårdar och gles skog över i stort sett hela Europa. Arten är reproducerande i Sverige. Inga underarter finns listade.
Denna fjäril vilar i motsats till arter från familjen mätare med utsträckta vingar. Brunstreckat näbbfly har gråbruna framvingar som kännetecknas av två mörka tvärgående linjer. Den gröna larven har på varje kroppssida en vit längsgående linje och segmentens kanter är gula.
Det är larven som övervintrar och under varmare tider har larver nässlor som föda.

## Bildgalleri

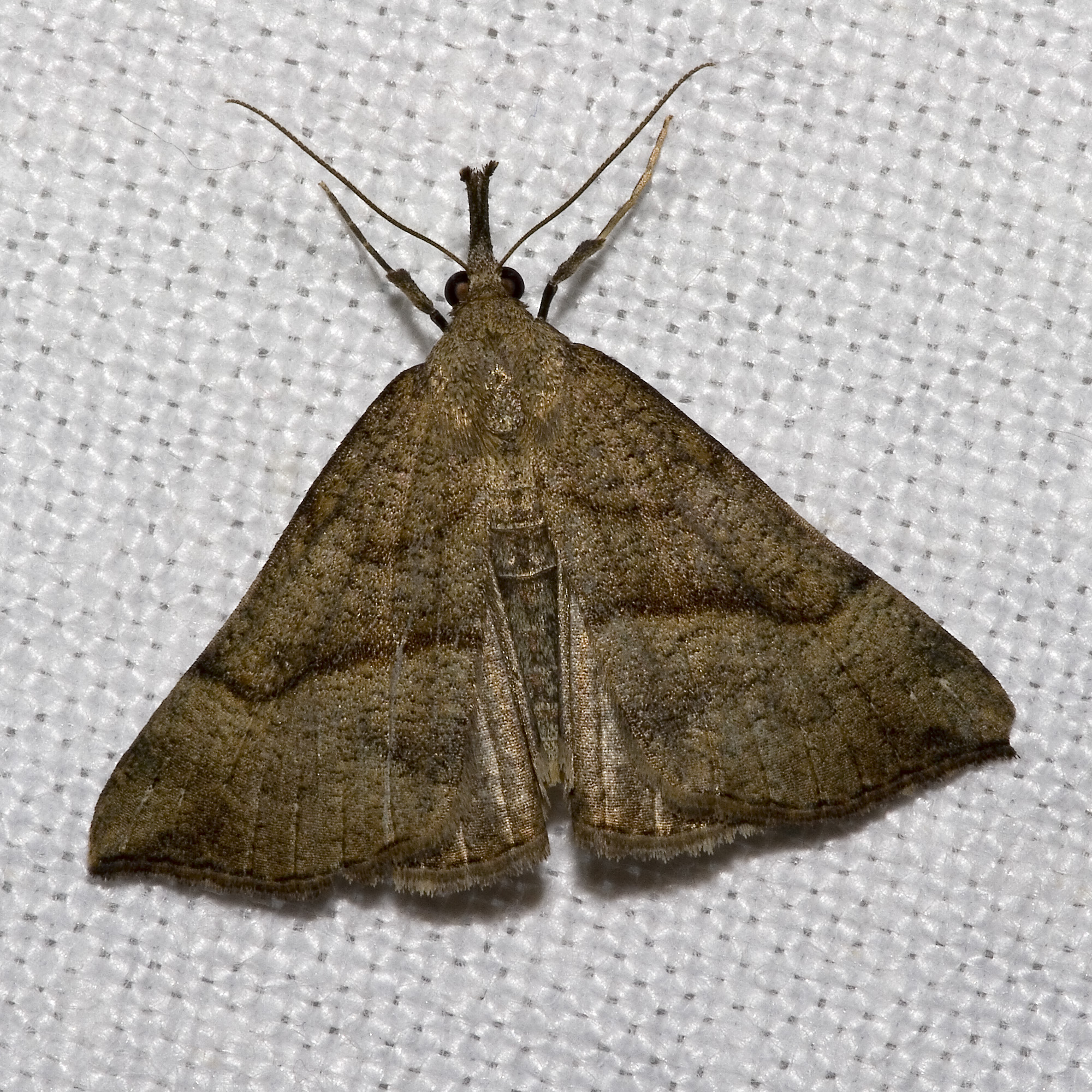
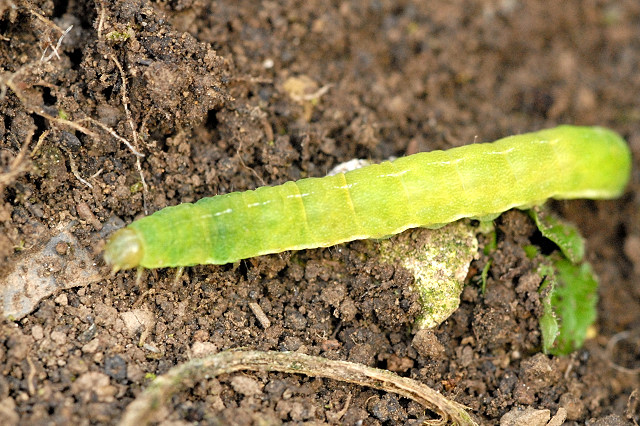
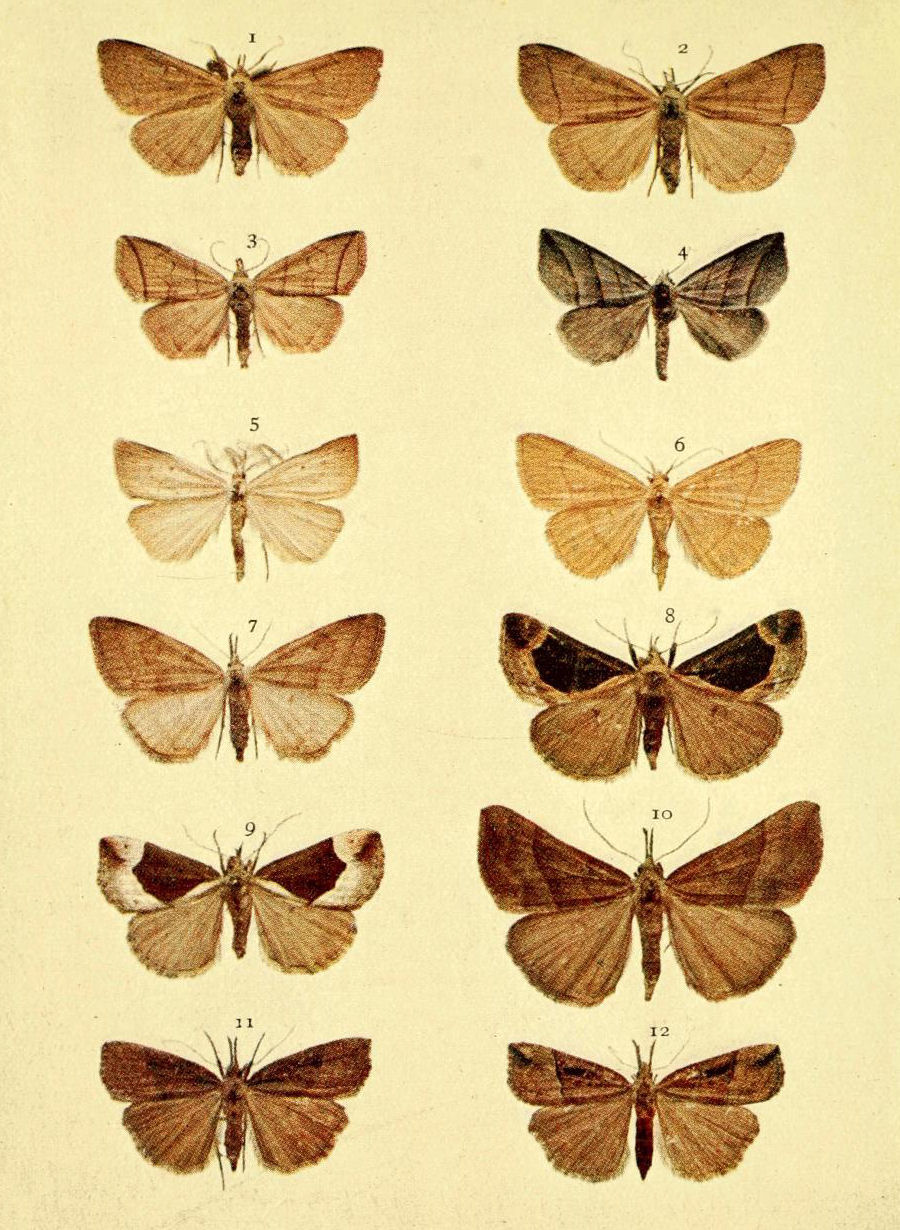
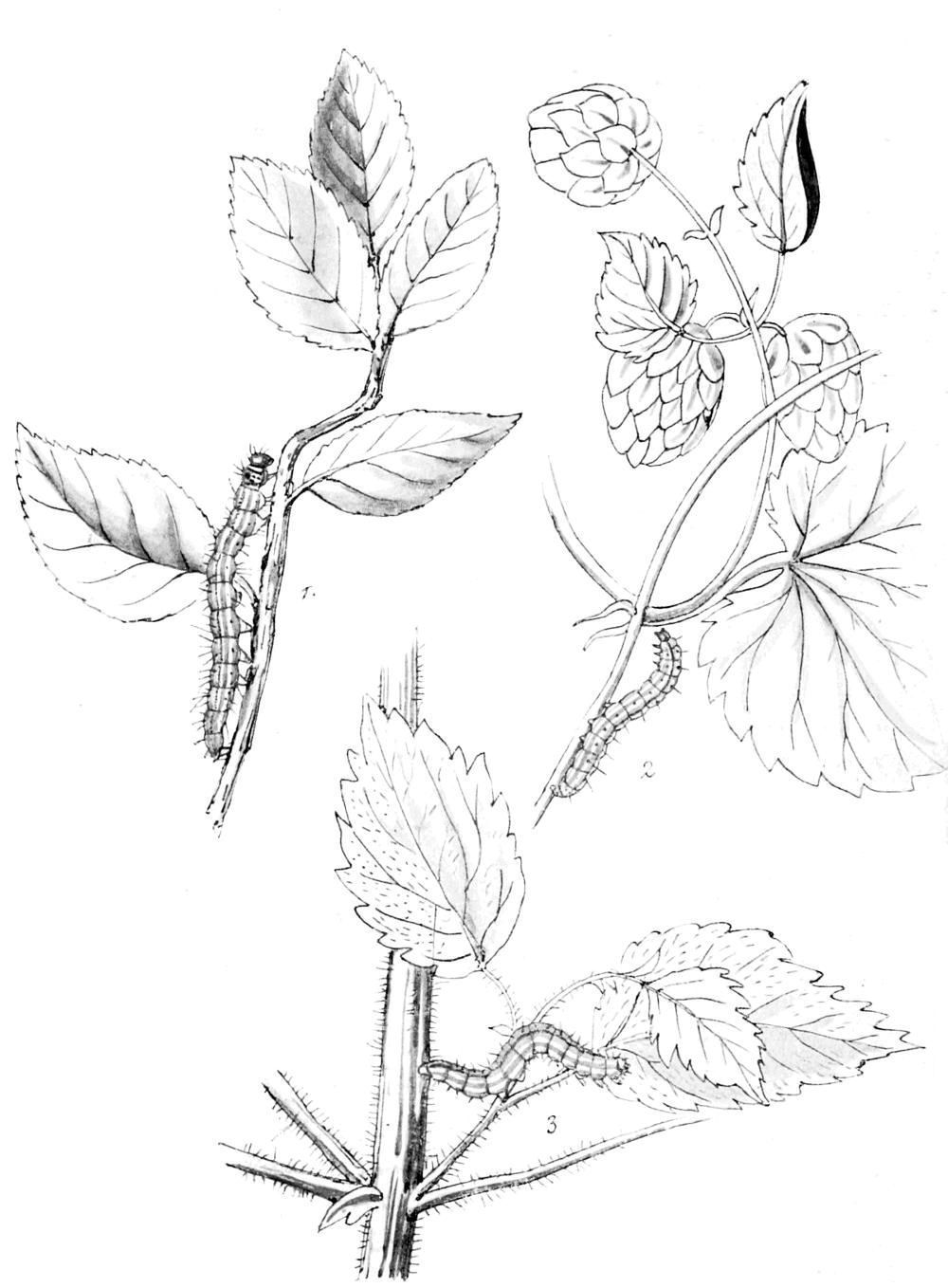
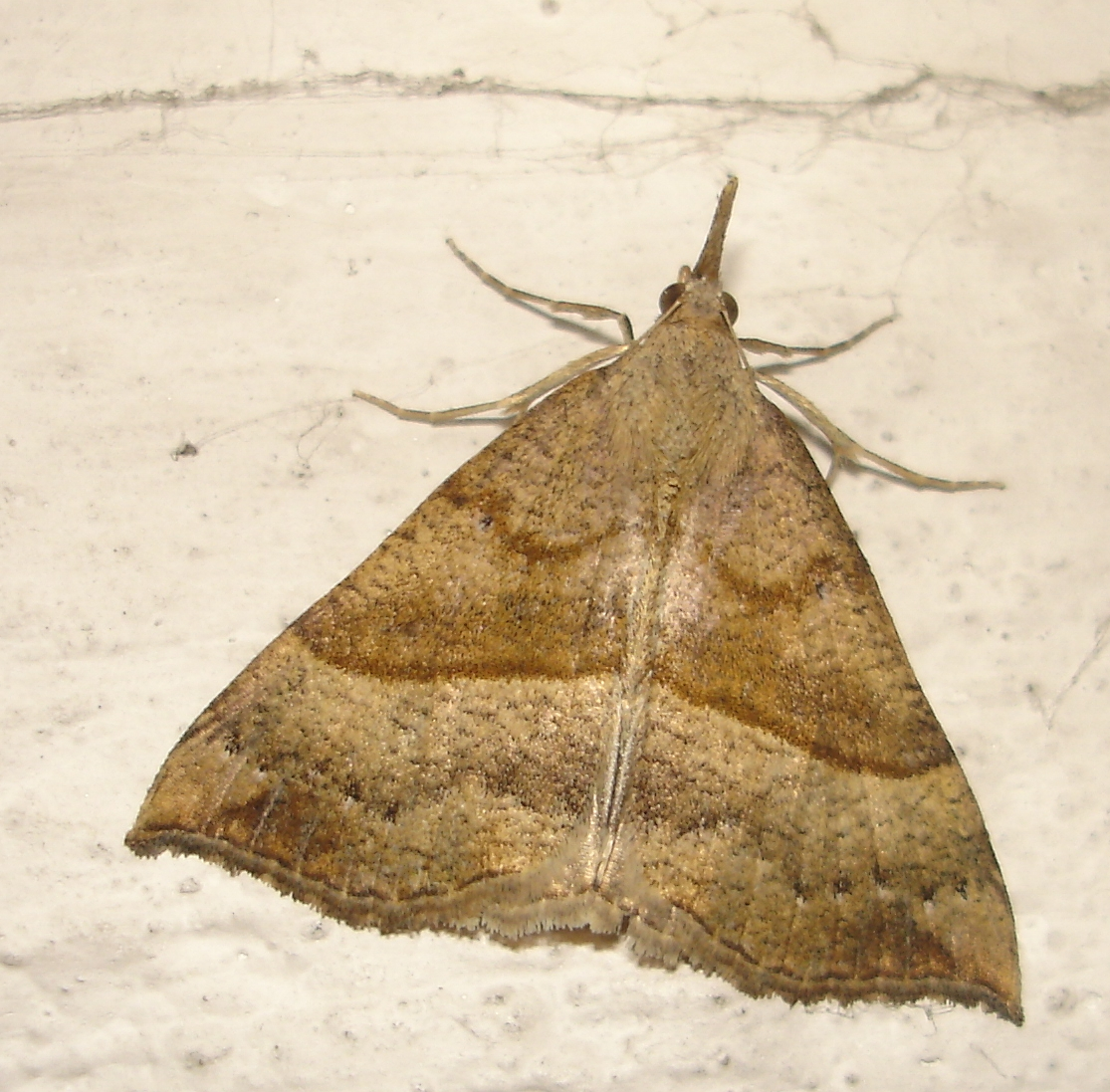